# Achraf Ed Doghmy
Achraf Ed Doghmy (* 19. November 1999) ist ein marokkanischer Radrennfahrer.

## Sportlicher Werdegang
Ed Doghmy platzierte sich als 19-Jähriger regelmäßig in den Top 10 der Rennen seines Heimatlands. 2019 fuhr er mit der Nationalmannschaft oder seinem Klub Kawkab AC Marrakesch mehrere Rennen in Nordafrika und der Türkei. Bei den Arabischen Bahn-Meisterschaften in Kairo gewann er mehrere Medaillen, bevor die Corona-Pandemie seine Karriere unterbrach.
2021 vertrat er Marokko bei den Straßenradsport-Weltmeisterschaften sowie den Afrika-Meisterschaften im Straßenradsport sowie auf der Bahn. 2022 verzeichnete er erste größere Erfolge mit dem Gewinn der marokkanischen Straßenmeisterschaft, der Trophée Princier sowie zweier Titel bei den Afrika-Meisterschaften im Bahnradsport.
2023 avancierte er mit guten Sprintqualitäten zu einem der erfolgreichsten Fahrer in der UCI Africa Tour, in der er den dritten Platz belegte. Er gewann die Gesamtwertung der Tour du Bénin sowie sechs Etappen bei verschiedenen internationalen Rennen; dazu siegte er im Straßenrennen bei den Spielen der Frankophonie in Kinshasa sowie erneut bei den Landesmeisterschaften. 2024 gewann er die Tour du Bénin erneut.

## Erfolge

### Straße
2022
 Marokkanischer Meister – Straßenrennen
Challenge du Prince – Trophée Princier
2023
 Marokkanischer Meister – Straßenrennen
 Panarabische Spiele – Mannschaftszeitfahren
 Arabische Meisterschaften – Mannschaftszeitfahren
 Spiele der Frankophonie – Straßenrennen
 Afrikameisterschaften  – Straßenrennen
eine Etappe Tour du Sahel
Gesamtwertung, eine Etappe und Punktewertung Tour du Bénin
eine Etappe Tour du Cameroun
eine Etappe Grand Prix Chantal Biya
zwei Etappen Tour du Faso
2024
Gesamtwertung und eine Etappe Tour du Bénin

### Bahn
2019
 Arabische Meisterschaften – Einerverfolgung, Scratch
 Arabische Meisterschaften – Punktefahren
 Arabische Meisterschaften – Mannschaftsverfolgung (mit Mohamed Sadki, Mohammed Medrazi und Issam Taha)
2021
 Afrikameisterschaften – Mannschaftsverfolgung (mit Lahcen El Mejdoubi, Mohcine Elkouraji, Sabbahi El Houcaine)
2022
 Afrikameister – Einerverfolgung, Scratch
 Afrikameisterschaften – Mannschaftsverfolgung (mit Mounir El Azhari, Mohcine Elkouraji, Youssef Bdadou)
 Arabische Meisterschaften – Punktefahren
 Arabische Meisterschaften – Einerverfolgung